# (31631) Abbywilliams
1999 GL28 (asteroide 31631) é um asteroide da cintura principal. Possui uma excentricidade de 0.15991720 e uma inclinação de 6.71014º.
Este asteroide foi descoberto no dia 7 de abril de 1999 por LINEAR em Socorro.